# Суперкубок Германии по футболу 2022
Суперкубок Германии по футболу 2022 (нем. 2022 DFL-Supercup) — 13-й розыгрыш Суперкубка Германии после его возобновления в 2010 году. В нём встретились чемпион Германии «Бавария» и обладатель Кубка Германии «РБ Лейпциг». Матч состоялся 30 июля 2022 года на стадионе «Ред Булл Арена» в Лейпциге.

## Отчёт о матче
| РБ Лейпциг                                       | 3:5     | Бавария                                                      |
| ------------------------------------------------ | ------- | ------------------------------------------------------------ |
| Хальстенберг 59′ · Нкунку 77′ (пен.) · Ольмо 89′ | (отчёт) | Мусиала 14′ · Мане 31′ · Павар 45′ · Гнабри 66′ · Зане 90+8′ |

| РБ Лейпциг | Бавария |